# Rudolph Schenck von Tautenburg
Rudolph Schenck von Tautenburg (1416 urkundlich genannt) war ein sächsischer Amtshauptmann.

## Leben
Er stammte aus dem Adelsgeschlecht Schenk von Vargula.
1416 wird Schenk von Tutenberg als Amtshauptmann des sächsischen Amtes Delitzsch urkundlich erwähnt.